# Sławomir Drabik
Sławomir Drabik (ur. 6 lutego 1966 w Jaworze) – polski żużlowiec.

## Kariera sportowa
Licencję żużlową uzyskał w 1984. Od tego czasu startował jako zawodnik Włókniarza Częstochowa (wychowanek, starty w latach 1984–2000, 2005–2007, 2009), Polonii Piła (2001), Kolejarza Opole (2002), WTS Wrocław (2003-2004) i Unii Tarnów (2008). Występował także w ligach zagranicznych, m.in. w AK Slaný w czeskiej lidze (2006–2007) z tytułem mistrzowskim w 2006.
Dwukrotny indywidualny mistrz Polski: 1991, 1996 i srebrny medalista IMP 1997. Zdobywca Złotego Kasku 1991. Jako junior zdobył ponadto brązowy medal Młodzieżowych indywidualnych mistrzostw Polski 1986. W barwach Włókniarza Częstochowa złoty medalista Drużynowych mistrzostw Polski 1996 oraz srebrny 2006 i brązowy 2005, a także złoty medalista Mistrzostw Polski par klubowych 2006 (wraz z Sebastianem Ułamkiem) i brązowy w 2000 (z Mariuszem Staszewskim). Srebrny medalista DMP 2004 z klubem Atlas Wrocław.
Na arenie międzynarodowej finalista indywidualnych mistrzostw świata (Wrocław 1992 – 10. miejsce). W 1996 zajął drugie miejsce w Finale Kontynentalnym (za Tomaszem Gollobem) i awansował do Grand Prix 1997. Został sklasyfikowany na 11. miejscu. W 1996 wraz Tomaszem Gollobem i Piotrem Protasiewiczem zdobył złoty medal Drużynowych Mistrzostw Świata w niemieckim Diedenbergen. W 2003 zajął 2. miejsce w indywidualnych mistrzostwach Europy. W 2007 zajął 2. miejsce w mistrzostwach Europy par na żużlu (razem z Adamem Skórnickim i Krzysztofem Jabłońskim).
Słynął z barwnych i dowcipnych wypowiedzi. W 1995 za jazdę pod wpływem alkoholu stracił prawo jazdy i nie mógł tym samym przez rok ścigać się na żużlu.
Jego syn Maksym (ur. 1998) również jest żużlowcem (licencję zdał w 2013).

## Starty w Grand Prix
| Sezon | Numer | 1      | 2     | 3     | 4    | 5      | 6     | Msc. | Pkt. |
| ----- | ----- | ------ | ----- | ----- | ---- | ------ | ----- | ---- | ---- |
| 1997  | 14    | CZE 16 | SWE 2 | DEU 6 | UK 0 | POL 11 | DNK 1 | 11   | 38   |

| Statystyki        | Statystyki |
| ----------------- | ---------- |
| Starty            | 6          |
| Zwycięstwa        | 0          |
| Miejsca na podium | 0          |
| Finalista         | 1          |
| Punkty            | 38         |

## Osiągnięcia
Indywidualne mistrzostwa świata
- 1992 -  Wrocław - 9. miejsce - 6 pkt → wyniki
- 1997 - 6 turniejów - 11. miejsce - 38 pkt → wyniki

Indywidualne mistrzostwa świata juniorów
- 1987 -  Zielona Góra - 15. miejsce - 2 pkt → wyniki

Drużynowe mistrzostwa świata
- 1996 -  Diedenbergen - 1. miejsce - 12 pkt → wyniki

Indywidualny Puchar Mistrzów
- 1992 -  Równe - 15. miejsce - 2 pkt → wyniki

Indywidualne mistrzostwa Europy
- 2003 -  Slaný - 2. miejsce - 12+2 pkt → wyniki
- 2005 -  Lonigo - 16. miejsce - 1 pkt → wyniki

Mistrzostwa Europy par
- 2007 -  Terenzano - 2. miejsce - 9 pkt → wyniki

Indywidualne mistrzostwa Polski
- 1989 - Leszno - 13. miejsce - 4 pkt → wyniki
- 1991 - Toruń - 1. miejsce - 15 pkt → wyniki
- 1994 - Wrocław - 6. miejsce - 8 pkt → wyniki
- 1996 - Warszawa - 1. miejsce - 15 pkt → wyniki
- 1997 - Częstochowa - 2. miejsce - 13+2 pkt → wyniki
- 1998 - Bydgoszcz - 13. miejsce - 4 pkt → wyniki
- 1999 - Bydgoszcz - 10. miejsce - 6 pkt → wyniki
- 2000 - Piła - 6. miejsce - 8 pkt → wyniki
- 2001 - Bydgoszcz - 11. miejsce - 5 pkt → wyniki
- 2003 - Wrocław - 9. miejsce - 6 pkt → wyniki
- 2008 - Leszno - 15. miejsce - 3 pkt → wyniki

Młodzieżowe indywidualne mistrzostwa Polski
- 1985 - Lublin - 9. miejsce - 7 pkt → wyniki
- 1986 - Toruń - 3. miejsce - 12 pkt → wyniki
- 1987 - Gorzów Wielkopolski - 7. miejsce - 7 pkt → wyniki

Mistrzostwa Polski par klubowych
- 1989 - Leszno - 5. miejsce - 19 pkt → wyniki
- 1994 - Leszno - 7. miejsce - 1 pkt → wyniki
- 1996 - Gniezno - 6. miejsce - 12 pkt → wyniki
- 1997 - Bydgoszcz - 4. miejsce - 12 pkt → wyniki
- 1999 - Leszno - 5. miejsce - 12 pkt → wyniki
- 2000 - Wrocław - 3. miejsce - 12 pkt → wyniki
- 2001 - Piła - 7. miejsce - 9 pkt → wyniki
- 2003 - Leszno - 5. miejsce - 8 pkt → wyniki
- 2006 - Bydgoszcz - 1. miejsce - 14 pkt → wyniki
- 2007 - Częstochowa - 5. miejsce - 15 pkt → wyniki

Młodzieżowe mistrzostwa Polski par klubowych
- 1986 - Ostrów Wielkopolski - 6. miejsce - 9 pkt → wyniki
- 1987 - Leszno - 5. miejsce - 24 pkt → wyniki

Indywidualny Puchar Polski
- 1989 - Ostrów Wielkopolski - 8. miejsce - 6 pkt → wyniki

Złoty Kask
- 1988 - 4 rundy - 13. miejsce - 13 pkt → wyniki
- 1989 - Tarnów, Wrocław - 8. miejsce - 10 pkt → wyniki
- 1990 - 6 rund - 6. miejsce - 42 pkt → wyniki
- 1991 - Gdańsk, Wrocław - 1. miejsce - 27 pkt → wyniki
- 1996 - Wrocław - 10. miejsce - 7 pkt → wyniki
- 1997 - Wrocław - 5. miejsce - 10 pkt → wyniki
- 1998 - Wrocław - 14. miejsce - 5 pkt → wyniki
- 1999 - Wrocław - 14. miejsce - 1 pkt → wyniki
- 2000 - Wrocław - 15. miejsce - 4 pkt → wyniki
- 2003 - Wrocław - 7. miejsce - 8 pkt → wyniki
- 2008 - Wrocław - 13. miejsce - 5 pkt → wyniki

Srebrny Kask
- 1985 - Tarnów, Rzeszów - 6. miejsce - 18 pkt → wyniki
- 1986 - Gorzów Wielkopolski, Zielona Góra - 6. miejsce - 16 pkt → wyniki

Brązowy Kask
- 1985 - Gorzów Wielkopolski, Zielona Góra - 12. miejsce - 7 pkt → wyniki

## Inne ważniejsze turnieje
| Osiągnięcia: | Osiągnięcia: | 3. miejsce (1997) | 3. miejsce (1997) | 3. miejsce (1997) | 3. miejsce (1997) |
| Sezon        | Miasto       | Msc               | Pkt               | Biegi             | Kluby             |
| 1992         | Gorzów Wlkp. | 15                | 1                 | (0,0,1,0,0)       | Częstochowa       |
| 1997         | Gorzów Wlkp. | 3                 | 9+3               | (3,2,2,u,2)+3     | Częstochowa       |
| 1999         | Gorzów Wlkp. | 4                 | 10+t              | (3,0,2,3,2)+t     | Częstochowa       |
| 2001         | Gorzów Wlkp. | 14                | 4                 | (1,3,w,d,0)       | Piła              |

- Memoriał Alfreda Smoczyka w Lesznie
  - 2003 - 1. miejsce - 14 pkt → wyniki
- Memoriał im. Gerarda Stacha w Opolu
  - 2007 - 1. miejsce - 15 pkt
- Turniej o Koronę Bolesława Chrobrego - Pierwszego Króla Polski w Gnieźnie
  - 2008 - 8. miejsce - 7 pkt → wyniki